# لياندرو باربوسا
لياندرو باربوسا (بالبرتغالية: Leandro Barbosa‏) مواليد 28 نوفمبر 1982، هو لاعب كرة سلة برازيلي يلعب مع فريق غولدن ستايت ووريورز في الرابطة الوطنية لكرة السلة ويحمل الرقم 19. يبلغ طوله 6 قدم 3 بوصة (1.9 م).

## فرق لعب لها
- فينيكس صنز
- تورونتو رابتورز
- إنديانا بايسرز
- بوسطن سيلتكس
- فينيكس صنز
- غولدن ستايت ووريورز

## الميداليات
| الميدالية | المسابقة                             |
| --------- | ------------------------------------ |
| ذهبية     | بطولة أمم الأمريكتين لكرة السلة 2005 |
| ذهبية     | بطولة أمم الأمريكتين لكرة السلة 2009 |

## روابط خارجية
- لياندرو باربوسا على موقع الاتحاد الدولي لكرة السلة (الإنجليزية)
- لياندرو باربوسا على موقع إن بي أي (الإنجليزية)
- لياندرو باربوسا على موقع سبورتس رفرنس (الإنجليزية)
- لياندرو باربوسا على موقع كرة السلة الأوروبية.كوم (الإنجليزية)
- لياندرو باربوسا على موقع إي إس بي إن.كوم (الإنجليزية)
- لياندرو باربوسا على موقع ريلجم (الإنجليزية)
- لياندرو باربوسا على موقع بروبوليرز (الإنجليزية)
- لياندرو باربوسا على موقع سبورتس رفرنس (الإنجليزية)
- لياندرو باربوسا على موقع أوليمبيديا (الإنجليزية)
- لياندرو باربوسا على موقع اللجنة الأولمبية البرازيلية (البرتغالية)